# ورقة 20 جنيه إسترليني بنك دانسكي
ورقة 20 جنيه إسترليني بنك دانسكي هي ورقة جنيه إسترليني نقدية وهي ثاني أصغر فئة من الأوراق النقدية التي يصدرها بنك دانسكي (أيرلندا الشمالية).

## التاريخ
تأسست شراكة البنك الشمالي في بلفاست عام 1809 غير اسمه إلى البنك الشمالي في عام 1924. استحوذت مجموعة بنك دانسكي على البنك الشمالي في عام 2005 وسميت باسم العلامة الأم في عام 2012. كما هو الحال مع البنوك الأخرى في أيرلندا في القرن التاسع عشر قام البنك الشمالي بطباعة الأوراق النقدية الخاصة به. كانت أوراقه النقدية المبكرة مشابهة لتلك التي تصدرها البنوك الأخرى على أن أوراقه خلاف أوراق البنوك الأخرى كانت تُطبع دائمًا على كلا الجانبين. كانت هذه الأوراق المالية المبكرة مستحقة الدفع فقط في الفرع الذي أصدرها ولذلك تطلب طباعة اسم الفرع عليها. أنتجت سلسلة جديدة من الأوراق النقدية في ستينيات القرن التاسع عشر مستحقة الدفع في فروع متعددة. الأوراق النقدية الأيرلندية الشمالية أصلية بالكامل حيث أنها أصلية كما الأوراق النقدية الأصلية التي يصدرها بنك إنجلترا. ورقة 20 جنيهات إسترلينية النقدية حاليًا ثاني أصغر فئة من الأوراق النقدية الصادرة عن بنك دانسكي. طرحت ورقة 20 جنيه إسترليني جديدة في 2013 على وجه هذه الورقة صورة المخترع هاري فيرغسون لم يتغير تصميم الورقة عن الإصدار السابق باستثناء أن الورقة أصبح عليها اسم البنك Danske Bank بدلاً من Northern Bank.

## التصميم
| السلسلة        | تاريخ الإصدار | اللون | الحجم        | التصميم                                            |
| -------------- | ------------- | ----- | ------------ | -------------------------------------------------- |
| فيرغسون (2013) | 2013          | أخضر  | 142 × 75 ملم | الوجه: هاري فيرغسون. الظهر: صورة Belfast City Hall |

المعلومات مأخوذة من موقع بنك دانسكي.

## روابط خارجية
- Danske Bank Banknotes
- The Association of Commercial Banknote Issuers